# حاذ شوكي
حاذ شوكي أو السلي (الاسم العلمي Cornulaca monacantha) هو نوع من النباتات المزهرة من جنس الحاذ، التي تُضمن الآن في فصيلة القطيفية، (سابقًا Chenopodiaceae). إنه نبات صحراوي شوكي موطنه صحاري شمال أفريقيا وشبه الجزيرة العربية وإيران وبلوشستان والشرق الأوسط. ويسميه الطوارق التاهارا. تم وصفه لأول مرة في عام 1813 من قبل عالم النبات الفرنسي أير رافينو ديلي.